# کامبلوتسی
کامبلوتسی (به بلغاری: Kambelevtsi) یک منطقهٔ مسکونی در بلغارستان است که در استان صوفیه واقع شده‌است.